# DXA-skanning
DXA-skanning (Dual energy X-ray absorptiometry) er en metode til at måle knoglevævets mineraltæthed (bone mineral density, BMD). 
Røntgenstråler sendes mod måleområdet og en detektor på den anden side af patienten opfanger den stråling, som slipper igennem patienten. Jo større strålemængde, der passerer, jo mindre knoglemineraltæthed. Man anvender røntgenstråler med to forskellige bølgelængder, idet man herved kan eliminere betydningen af muskler og fedtvæv.
DXA-skanning bruges f.eks. til undersøgelse for osteoporose, hvor en T-score under -2,5 tolkes som osteoporose.
DXA-skanning kan også bruges til måling af muskel- og fedtmasse.
Stråledosis ved DXA-skanning er lille, typisk under 1/100 af den naturlige baggrundsstråling i et år.